# Billy Preston
William Everett Preston (født 2. september 1946, død 6. juni 2006) var en amerikansk soulmusiker fra Houston, Texas, der primært voksede op i Los Angeles, Californien. Foruden sin succesrige karriere som solomusiker, samarbejdede Preston også med nogle af musikverdenens største navne, blandt andre The Beatles, The Rolling Stones, Little Richard, Ray Charles, George Harrison, Elton John, Eric Clapton, Bob Dylan, Sam Cooke, Sammy Davis, Jr., Sly Stone, Aretha Franklin, Jackson Five, Quincy Jones og Red Hot Chili Peppers. Han spillede elektrisk klaver under Beatles' Get Back-optagelser i 1969, og er en af flere personer, der nogle gange kaldes den "femte beatle". Han er den eneste kunstner, der fik sit navn nævnt på lige fod på en Beatles-udgivelse.

## Tidlig karriere
Preston begyndte at spille klaver i en alder af tre år, siddende på skødet af sin mor, og blev anset for at være noget af et vidunderbarn på klaver og orgel. Som ti-årig optrådte han i gospelsangerne Mahalia Jackson og James Clevelands grupper. Som tolv-årig i 1958 medvirkende han i filmen St. Louis Blues, hvor han spillede blueskomponisten W. C. Handy som ung. I 1960'erne optrådte han med Little Richard og Ray Charles. Prestons solokarriere blev indledt i 1965 med albummet The Most Exciting Organ Ever.

## Den femte beatle?
Billy Preston lærte The Beatles at kende mens han var på turne med Little Richards gruppe i 1962. De den gang ukendte Beatles var opvarmningsband. Dagbladet Washington Post fortæller om deres næste møde:
| Citat | De mødtes igen i 1969, da Beatles var ved at gå i opløsning under indspilningen af deres sidste album, Let It Be. George Harrison, der altid havde været Prestons bedste Beatles-ven, var stoppet, havde forladet studiet og var taget til en Ray Charles-koncert i London, hvor Preston spillede elorgel. Harrison tog Preston med tilbage til studiet, hvor hans ivrige musikalitet og selskabelige personlighed midlertidigt dæmpede gemytterne. I bootleg-kopier af båndene fra Let It Be-indspilningerne, kan man høre flere ophidsede diskussioner mellem John Lennon og Paul McCartney om hvorvidt Preston skal gøres til medlem af gruppen (Lennon støttede det). McCartney sagde at det ikke havde noget formål, da gruppen alligevel var tæt på at gå i opløsning. Det ville officielt have gjort Preston til den femte beatle, en titel som han ikke uvilligt udnyttede i de næste tre årtier. Måske som en trøst blev singlen "Get Back" tilskrevet "The Beatles with Billy Preston" — første og eneste gang gruppen delte rampelyset med andre. Preston akkompagnerede også Beatles under deres berømte optræden på et hustag, gruppens sidste offentlige optræden. | Citat |
|       | |       |

Han spillede på gruppens album Let It Be, udgivet i 1970, samt på sangene "I Want You (She's So Heavy)" og "Something", på albummet Abbey Road fra 1969.

## Efter Beatles
I 1969 underskrev Preston en kontrakt med Beatles' pladeselskab Apple, og udgav albummet That's the Way God Planned It og singlen af samme navn (produceret af George Harrison).  Samarbejdet med Harrison fortsatte efter Beatles' opløsning: Han var den første til at indspille Harrisons "My Sweet Lord", som han fik et mindre hit med, på albummet Encouraging Words.  Han medvirkede også på flere af Harrisons soloalbummer i 1970'erne.  Preston deltog også i The Concert for Bangladesh, en velgørenhedskoncert arrangeret af Harrison.  Desuden medvirkede Preston også på soloalbummer med John Lennon og Ringo Starr.
Solokarrieren nåede sit højdepunkt i dette tidsrum, indledt med det instrumentale nummer fra 1972, "Outa-Space", der var medvirkende til at popularisere anvendelsen af clavinet i funkmusik yderligere.  Sangen blev nummer to i USA og vandt en Grammy som "Best Pop Instrumental Performance".  De næste to år fulgte nummer et-hittene "Will It Go Round in Circles" og "Nothing from Nothing", samt "Space Race", der opnåede en fjerdeplads.
Efter samarbejdet med Beatles spillede Preston keyboards for Rolling Stones, sammen med pianisten Nicky Hopkins.  Preston medvirkede på Stones' albummer Sticky Fingers, Exile on Main Street, Goats Head Soup, It's Only Rock'n Roll og Black and Blue.  Han var med på gruppens europaturne i 1973 og indspillede samme år livealbummet Live European Tour 1973 i München med Mick Taylor på guitar.  I  1974 komponerede han et af Joe Cockers største hits, "You Are So Beautiful".  I 1975 var han musikalsk gæst i tv-komedieshowet Saturday Night Lives allerførste afsnit (sammen med Janis Ian).  I 1975 og 1976 turnerede han igen med Stones, og fik denne gang lejlighed til at spille to af sine egne sange, med Stones som baggrundsmusikere, i midten af hver koncert.  Stones og Preston skiltes i 1977, primært på grund af et skænderi om penge.  Han fortsatte med at spille på Stones-medlemmers soloalbum og medvirkede igen på et Stones-album, Bridges to Babylon, i 1997.
1980'erne var mere magre år for Preston.  Han havde i 1980 sammen med Syreeta Wright et hit med balladen "With You I'm Born Again", som nåede fjerdepladsen på hitlisterne.  Han blev arresteret og dømt for forsikringssvindel, efter at have sat ild til sit hus i Los Angeles, og måtte i behandling for alkohol- og kokainmisbrug.  I 1991 ønskede han ikke at bestride anklager om kokainmisbrug og overfald, og blev dømt til ni måneder behandling for narkotikamisbrug og tre måneders husarrest.
Det lykkedes Preston at bekæmpe sine problemer i begyndelsen 1990'erne, hvorefter han turnerede med Eric Clapton og indspillede med en række forskellige kunstnere.  Han turnerede også med Ringo Starr og medvirkede på livealbummet Ringo Starr and His All-Starr Band i 1990.
Mens han var turne og samtidig kæmpede med egne helbredsproblemer, fik Preston besked om at vennen George Harrison var død den 29. november 2001 efter lang tids kræftsygdom.  Preston og mange andre af Harrisons venner deltog i begravelsen.  Preston medvirkede i hyldestkoncerten The Concert for George i Royal Albert Hall, og hans fremførelse af sangen "My Sweet Lord" fik kritikerros.
I 2002 medvirkede han på Johnny Cash og Rick Rubins Amerícan IV, blandt andet med et klaverakkompagnement på "Personal Jesus".
Tidligt i 2004 turnerede Preston i Europa med Funk Brothers og Stevie Winwood, og dernæst med vennen Eric Clapton i Europa og Nordamerika.  Med udgivelsen af albummet Let It Be... Naked, kunne man igen opleve Prestons bidrag til Beatles.  I 2005 indspillede han "Go Where No One's Gone Before", indledningssangen til animeserien L/R: Licensed by Royalty.
Preston spillede clavinet på sangen "Warlocks" på Red Hot Chili Peppers' album Stadium Arcadium, udgivet i 2006.  Selv om han var meget syg, stod han ud af sengen efter at have hørt et bånd med sangen, indspillede sin del og gik i seng igen.  Prestons  sidste musikalske bidrag var det gospelklingende elorgel på Neil Diamonds album 12 Songs, og hans keyboard på The Road to Escondido af Eric Clapton og J.J. Cale.

## Død
I sine sidste år led Preston af nefrologi (en nyresygdom), som følge af hans livslange misbrug af alkohol og narkotika.  Selv om han i 2002 havde fået en nyretransplantation, blev hans helbred stadig dårligere.  Han døde den 6. juni 2006 i Scottsdale, Arizona af blandt andet nyresvigt, efter at have været i koma siden 21. november 2005.  Begravelsen fandt sted den 20. juni 2006 fra Faithful Central Bible Church i Inglewood, Californien.  Preston er bisat på Inglewood Park Cemetery i Inglewood.

## Udvalgt diskografi

### Billboard Pop Singles Chart (USA)
- 1969 – #62  "That's the Way God Planned It"
- 1972 – #77  "I Wrote a Simple Song"
- 1972 – #2   "Outa-Space" (Grammy-vinder)
- 1972 – #50  "Slaughter"
- 1972 – #62  "That's the Way God Planned It" {genudgivelse}
- 1973 – #1   "Will It Go Round in Circles"
- 1973 – #4   "Space Race"
- 1974 – #1   "Nothing from Nothing"
- 1974 – #48  "You're So Unique"
- 1975 – #71  "Fancy Lady"
- 1975 – #22  "Struttin'"
- 1978 – #86  "Get Back"
- 1980 – #4   "With You I'm Born Again" (duet med Syreeta Wright)
- 1980 – #52  "One More Time For Love"
- 1980 – #88  "I'm Never Gonna Say Goodbye"
- 1986 – #41  "Great Gosh A'Mighty (Been a Long Time Comin')" (skrevet med Little Richard til filmen Down and Out in Beverly Hills, sunget af Little Richard)

### Soloalbummer
- (1965) The Most Exciting Organ Ever
- (1965) Early Hits of '65
- (1966) The Wildest Organ in Town
- (1967) Club Meeting
- (1969) That's the Way God Planned It
- (1970) Encouraging Words
- (1971) I Wrote A Simple Song
- (1972) Music Is My life
- (1973) Everybody Likes Some Kind of Music
- (1974) Live European Tour 1973 (med Mick Taylor på guitar (cd udgivet på A&M -Japan i 2002)
- (1974) The Kids and Me
- (1975) It's My Pleasure
- (1976) Billy Preston
- (1977) A Whole New Thing
- (1979) Late At Night
- (1981) The Way I Am
- (1982) Pressin' On
- (1984) On the Air
- (1986) You Can't Keep A Good Man Down
- (1995) Billy's Back

### Gospelalbummer
- (1962) Sixteen Years Old Soul
- (1965) Hymns Speak from the Organ
- (1973) Gospel in My Soul (ny udgave af Hymns Speak from the Organ)
- (1978) Behold!
- (1980) Universal Love
- (1994) Ministry of Music
- (1995) Minister of Music
- (1996) Words and Music
- (2001) Music from My Heart

### Som gæst/sessionsmusiker
- (1970) The Beatles: Let It Be (bl.a. på sangen "Get Back") –
- (1970) George Harrison: All Things Must Pass
- (1970) John Lennon: John Lennon/Plastic Ono Band (klaver på "God")
- (1971) Rolling Stones: Sticky Fingers
- (1971) George Harrison and Friends: The Concert for Bangladesh
- (1971) Sly & the Family Stone: There's a Riot Goin' On
- (1971) King Curtis: Live at Fillmore West
- (1972) Rolling Stones: Exile on Main Street
- (1972) Peter Frampton: Wind of Change (Preston spiller klaver, keyboards, cembalo, harmonika og mundharpe)
- (1973) Ringo Starr: Ringo (elorgel på "I'm the Greatest")
- (1973) Rolling Stones: Goats Head Soup
- (1974) Ringo Starr: Goodnight Vienna (clavinet på titelnummeret, elklaver på "Only You (And You Alone)"
- (1974) Rolling Stones: It's Only Rock'n Roll
- (1975) Komponerede "You Are So Beautiful" (Joe Cockers største hit)
- (1976) George Harrison: Thirty Three & 1/3
- (1976) Rolling Stones: Black and Blue
- (1978) Beatles-filmen: Sgt. Pepper's Lonely Hearts Club Band (spillede også rollen som Sgt. Pepper i filmen)
- (1981) Rolling Stones: Tattoo You
- (1990) Ringo Starr: Ringo Starr and His All-Starr Band (Preston spiller keyboards og synger)
- (1996) Jephté Guillaume and the Tet Kale Orkestra: Voyage of Dreams
- (2000) Fastball: The Harsh Light of Day (Preston spiller keyboards på "You're An Ocean")
- (2001) Eric Clapton: Reptile
- (2001) Eric Clapton: One More Car, One More Rider
- (2003) The Concert for George
- (2003) Jet: Get Born
- (2004) Eric Clapton: Me and Mr. Johnson
- (2005) Eric Clapton: Back Home
- (2005) Ringo Starr: Choose Love
- (2005) George Harrison and Friends: The Concert for Bangladesh (genudgivelse)
- (2006) Red Hot Chili Peppers: Stadium Arcadium (sangen "Warlocks")
- (2006) Rolling Stones: Bridges to Babylon
- (2006) J.J. Cale og Eric Clapton: The Road to Escondido